# Soloella tosola
Soloella tosola är en fjärilsart som beskrevs av Carl Plötz 1880. Soloella tosola ingår i släktet Soloella och familjen nattflyn. Inga underarter finns listade i Catalogue of Life.